# بازوش-سور-لو-بتس
بازوش-سور-لو-بتس (به فرانسوی: Bazoches-sur-le-Betz) یک کمون (فرانسه) در فرانسه است که در لوآره واقع شده‌است. بازوش-سور-لو-بتس ۱۵٫۳۸ کیلومتر مربع مساحت دارد.